# حسین اهری
حسین اهری سیاستمدار و صاحب امتیاز و رئیس هیئت مدیره روزنامه آیندگان بود.

## زندگینامه
حسین اهری متولد سال ۱۲۹۲ میباشد. وی دارای کارشناسی حقوق از دانشگاه تهران و دکترای حقوق بین الملل میباشد. در کارنامه اجرایی وی ریاست بانک ملی ,مدیرت عاملی بانک کشاورزی و معاونت وزارت بازرگانی به چشم میخورد. اهری صاحب امتیاز و رئیس هیئت مدیره شرکت انتشارات آیندگان بود ولی در عمل دخالتی در خط مشی روزنامه نداشت. سرانجام و پس از درگرفتن مشاجره بین وی و داریوش همایون امتیاز از وی صلب و به شخص دیگری واگذار شد.وی بعد از شهریور ۱۳۲۰ و به دلیل عضویت در حزب توده توسط ابوالحسن ابتهاج رئیس وقت بانک ملی به فارس تبعید شد.